# Cosmozosteria bicolor
Cosmozosteria bicolor är en kackerlacksart som först beskrevs av Henri Saussure 1864.  Cosmozosteria bicolor ingår i släktet Cosmozosteria och familjen storkackerlackor. Inga underarter finns listade i Catalogue of Life.